# Puerto Rico, Veracruz
Puerto Rico är en ort i Mexiko.   Den ligger i kommunen Coatepec och delstaten Veracruz, i den sydöstra delen av landet, 230 km öster om huvudstaden Mexico City. Puerto Rico ligger 1 073 meter över havet och antalet invånare är 464.
Terrängen runt Puerto Rico är kuperad. Runt Puerto Rico är det tätbefolkat, med 331 invånare per kvadratkilometer. Närmaste större samhälle är Xalapa, 10,4 km norr om Puerto Rico. I omgivningarna runt Puerto Rico växer huvudsakligen savannskog.